# هانس بالوشک
هانس بالوشِک (آلمانی: Hans Baluschek; ۹ مهٔ ۱۸۷۰ – ۲۷ سپتامبر ۱۹۳۵) نقاش، تصویرگر و نویسنده اهل آلمان بود. او از نمایندگان رئالیسم انتقادی آلمانی و از اعضای جنبش هنری جدایی‌خواهی برلین به شمار می‌رفت. بالوشک به به‌کارگیری روش‌های مدرن در هنر باور داشت.

## نگارخانه

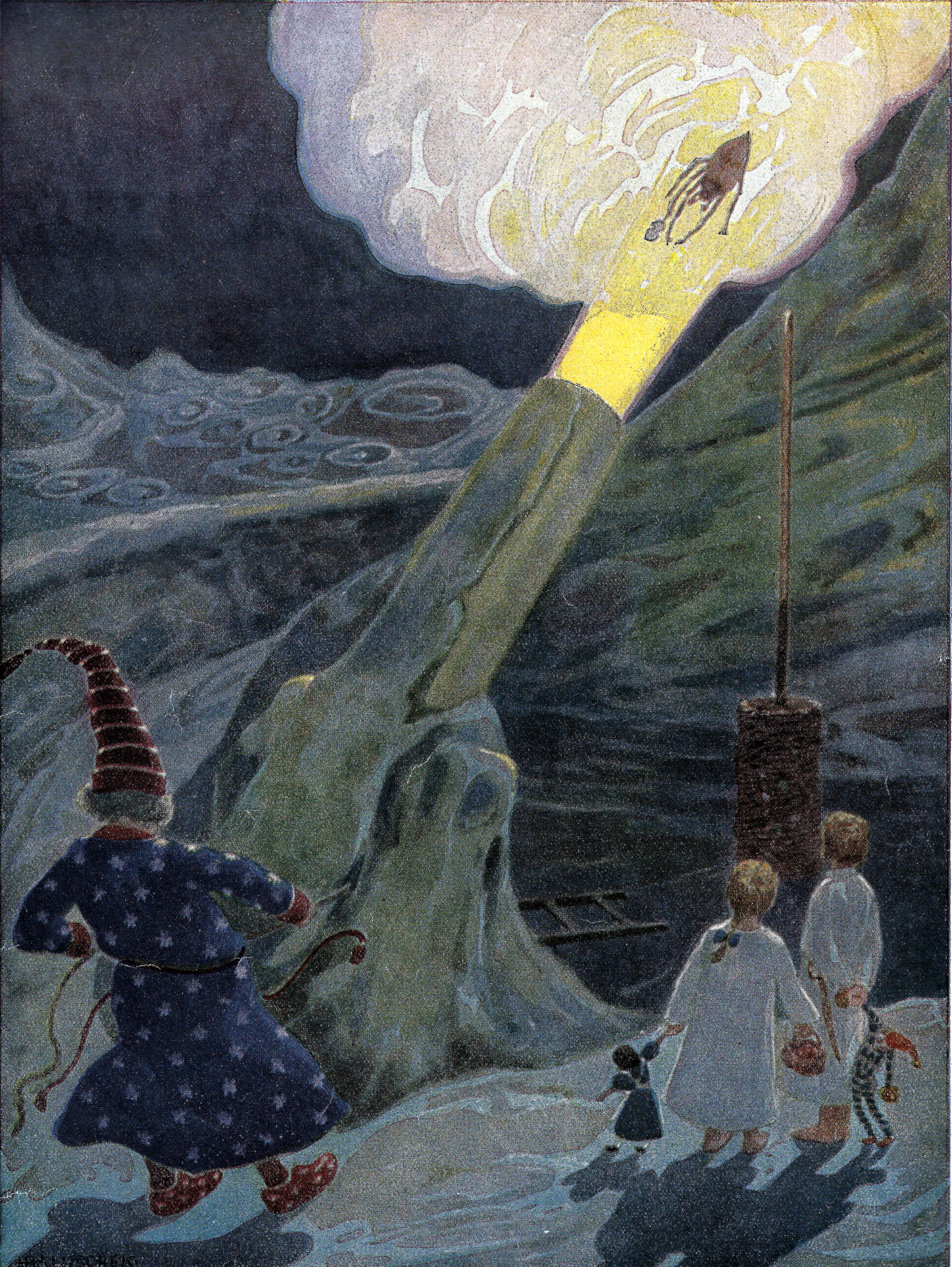
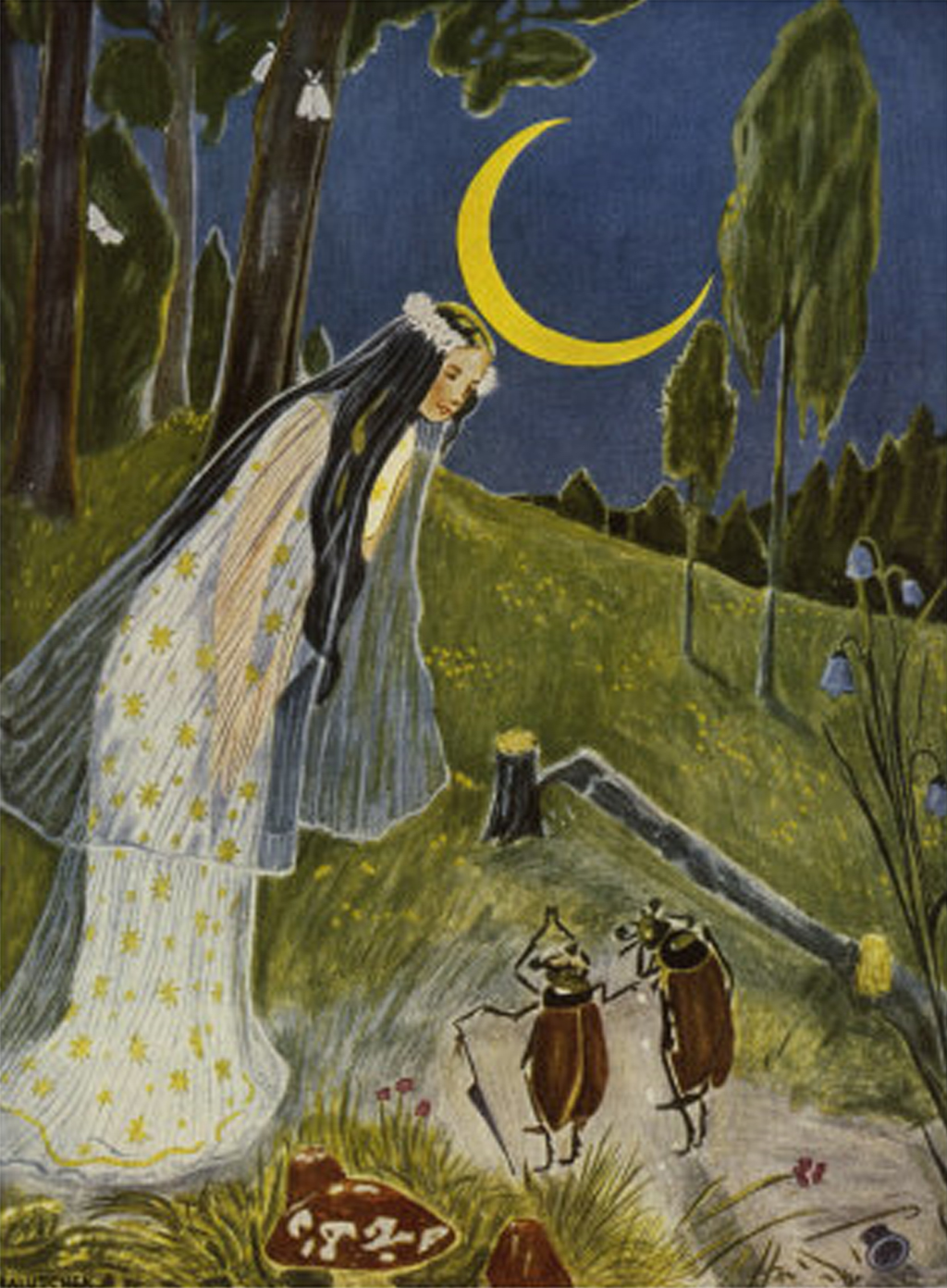
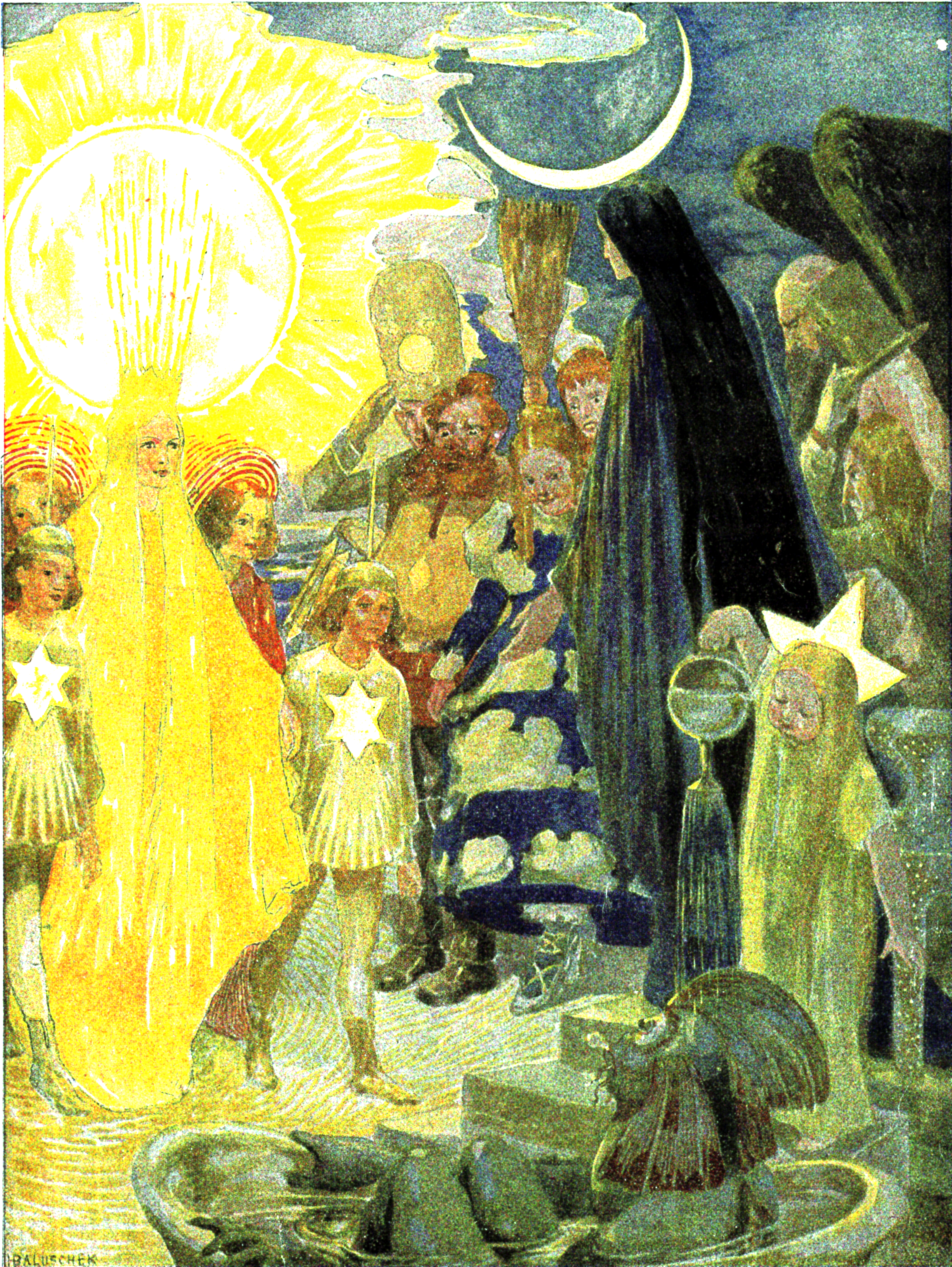
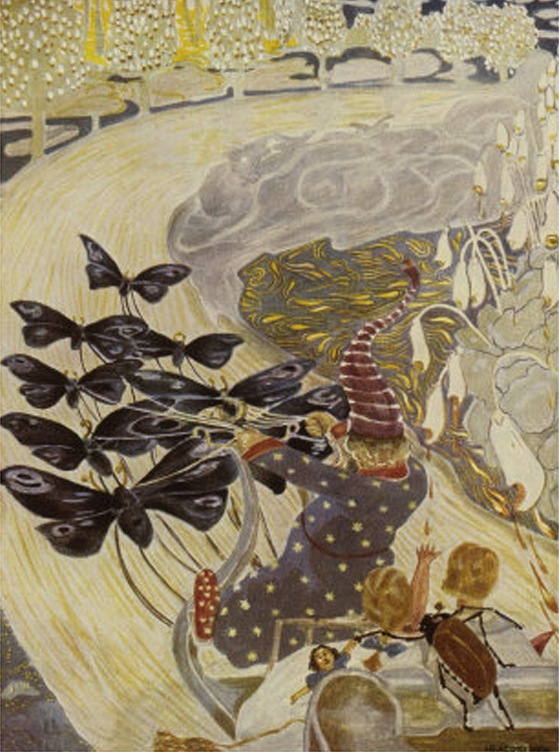